# Villamagna
Villamagna este o comună din provincia Chieti, regiunea Abruzzo, Italia.
Populația comunei este de 2.458 de locuitori (2008).

## Demografie
Villamagna - evoluția demografică

|  | Graficele sunt indisponibile din cauza unor probleme tehnice. Mai multe informații se găsesc la Phabricator și la wiki-ul MediaWiki. |

Date: Recensăminte sau birourile de statistică - grafică realizată de Wikipedia